# Esdra-Neemia
Il libro di Esdra-Neemia è composto dal libro di Esdra e da quello di Neemia considerati una sola opera nella tradizione ebraica e in parte di quella cristiana. In alcune bibbie (fra cui quella CEI dell'editore San Paolo), quindi, i due libri sono presentati come una sola opera tramite il commento introduttivo, anche se i due testi mantengono una numerazione autonoma dei loro versetti.

## Origine dell'opera
La formazione dei libri di Esdra e di Neemia e il loro assemblamento costituiscono un problema che divide tuttora gli studiosi. Il problema è ulteriormente complicato dall'inserimento nella LXX di un'ulteriore libro, chiamato per maggiore chiarezza "Esdra greco", ma anche Terzo libro di Esdra (oppure 1 Esdra nella tradizione protestante e Esdra A in quella ortodossa). 
I libri di Esdra e di Neemia contengono parti narrate in prima persona ed altre no. Perciò, in  genere, si pensa che il libro di Esdra sia sorto attorno alle memorie di Esdra (Esd 7-10; Ne 8-10) che raccontano l'attività per la ricostruzione del Tempio di Gerusalemme svolta da Esdra, un alto funzionario del re persiano Artaserse I (464-424 a.C.). Analogamente, il libro di Neemia sarebbe nato dalle memorie di Neemia (Ne 1-7; 12,27-13,31), il coppiere di Artaserse che ottenne il diritto di ricostruire le mura della città e divenne governatore di Giuda dal 445 al 433 a.C.
La tradizione giudaica (cfr. Giuseppe Flavio, Melitone di Sardi, il Talmud, la numerazione masoretica, ecc.) indica concordemente che i due libri costituivano sin dall'inizio una stessa opera e anche nella LXX e nella Volgata viene utilizzato un unico titolo, quello di "Esdra". Sarebbe stata la tradizione cristiana, risalente a Origene (III secolo), a determinare la separazione in due libri dotati di due diverse numerazioni dei versetti.